# Diocese de São Luís de Montes Belos

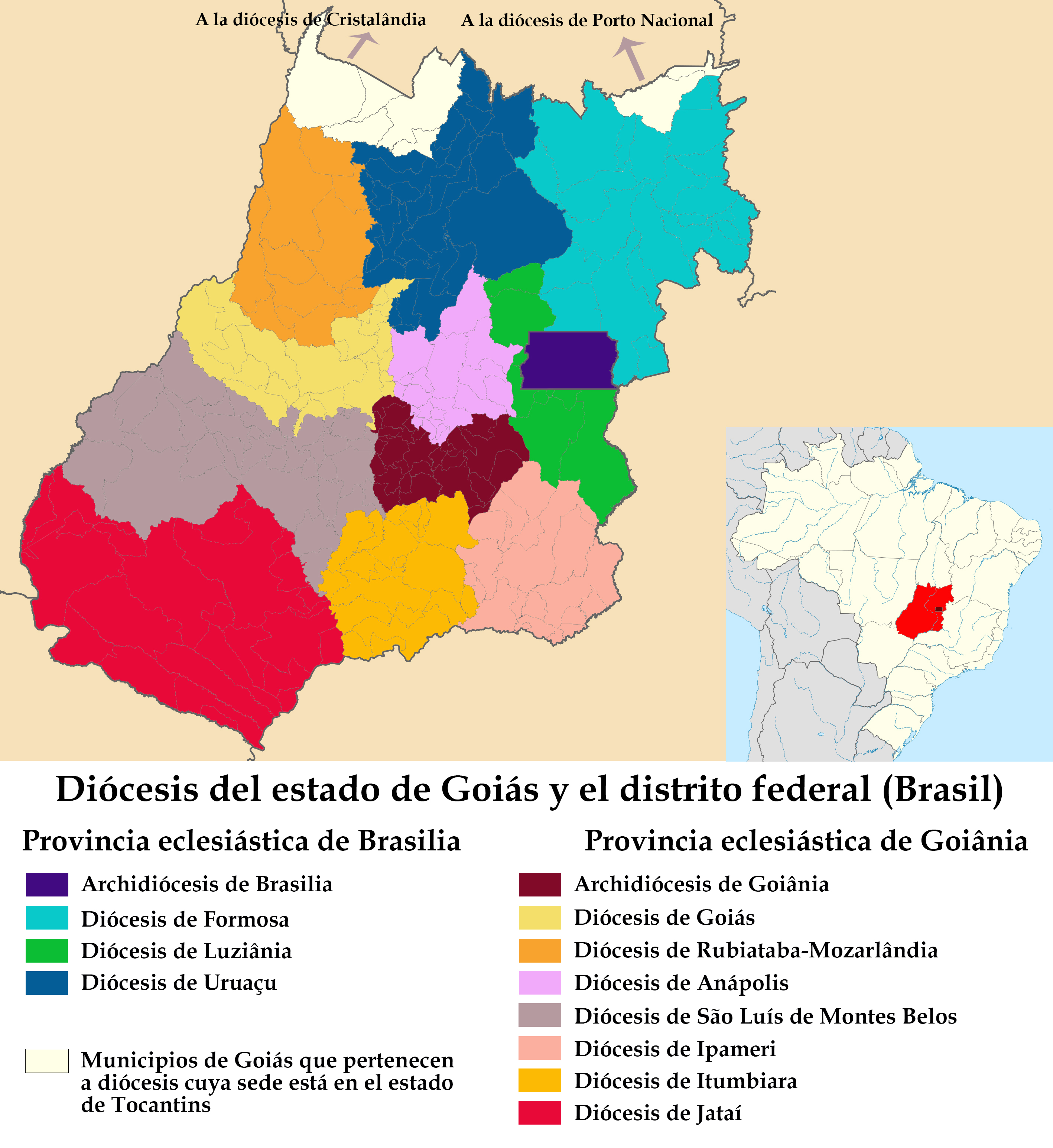
Províncias eclesiásticas da regional CNBB Centro-Oeste.

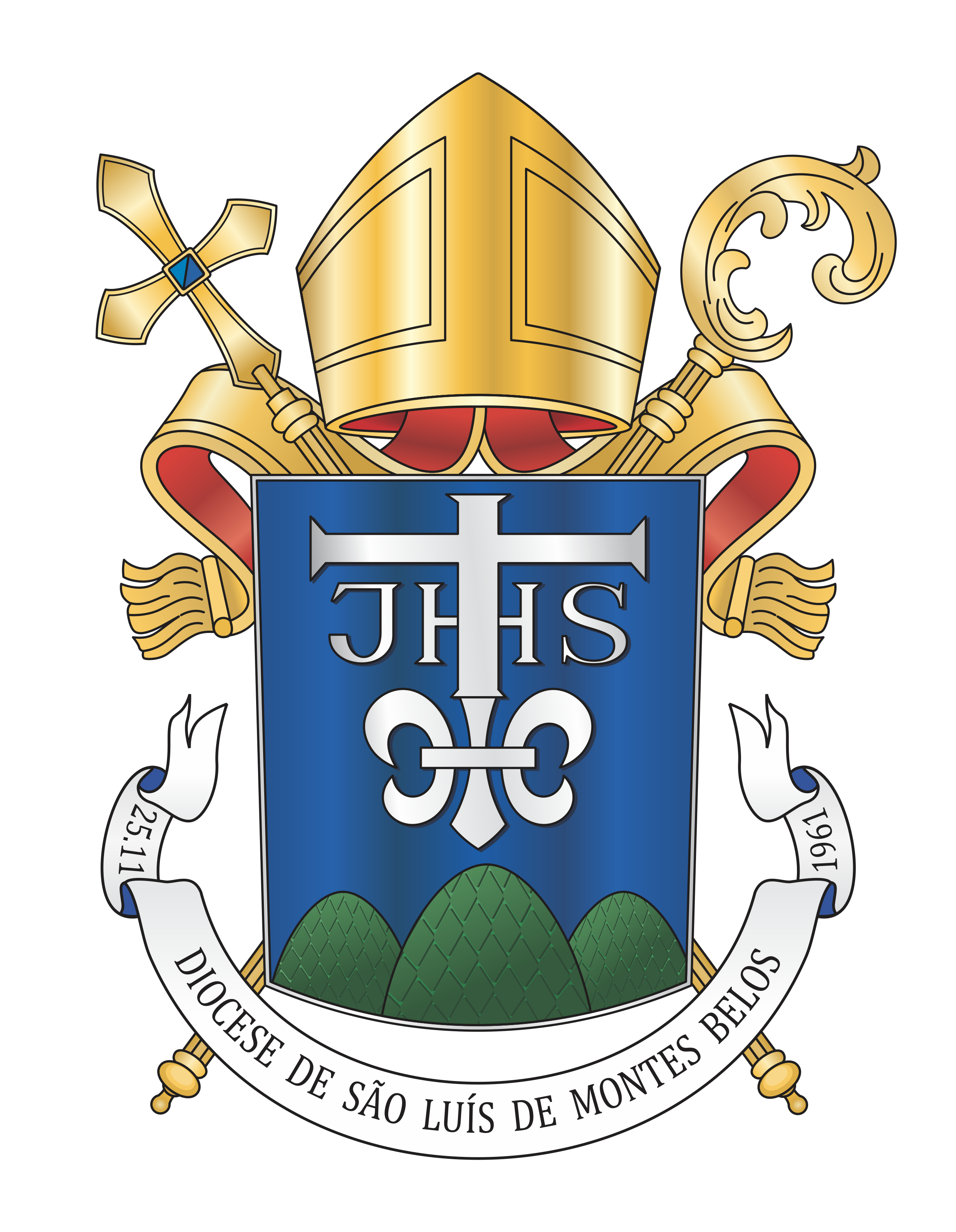
Brasão da diocese

A Diocese de São Luís de Montes Belos (Dioecesis Sancti Aloisii de Montes Belos), é uma circunscrição eclesiástica da Igreja Católica Apostólica Romana no Brasil. Criada, inicialmente como prelazia em 25 de novembro de 1961 por meio da bula Cum Venerabilis, foi elevada a diocese em 4 de agosto de 1981 por meio da bula Cum Ecclesiae. É presidida pelo bispo Dom Lindomar Rocha Mota.

## Território
A diocese localiza-se na região centro-oeste de Goiás e abrange 37 municípios, divididos em quatro foranias:
- Forania Nossas Senhora Aparecida
- Forania São Paulo da Cruz
- Forania São Luís Gonzaga
- Forania São Sebastião

Municípios que formam a diocese
- Acreúna - Paróquia São Benedito (Forania São Sebastião)
- Adelândia - Paróquia São Sebastião (Farania São Luís Gonzaga)
- Americano do Brasil - Paróquia São João Batista (Farania São Luís Gonzaga)
- Amorinópolis - Paróquia Nossa Senhora da Guia (Forania São Paulo da Cruz)
- Anicuns - Paróquia São Francisco de Assis (Farania São Luís Gonzaga)
- Aragarças - Paróquia Senhor Bom Jesus (Forania Nossa Senhora Aparecida)
- Arenópolis - Quase-Paróquia Paróquia São Pedro (Forania Nossa Senhora Aparecida)
- Aurilândia - Paróquia Santa Luzia (Forania São Luís Gonzaga)
- Avelinópolis - Paróquia Nossa Senhora Aparecida (Farania São Luís Gonzaga)
- Baliza - Paróquia São Sebastião (Forania Nossa Senhora Aparecida)
- Bom Jardim de Goiás - Paróquia São João Batista (Forania Nossa Senhora Aparecida)
- Cachoeira de Goiás - Paróquia Divino Pai Eterno (Forania São Paulo da Cruz)
- Caiapônia - Paróquia Divino Espírito Santo (Forania Nossa Senhora Aparecida)
- Cezarina - Paróquia São Cristóvão (Forania São Sebastião)
- Córrego do Ouro - Paróquia São Sebastião (Forania São Luís Gonzaga)
- Diorama - Quase-Paróquia Nossa Senhora da Piedade (Forania São Paulo da Cruz)
- Doverlândia - Paróquia Bom Jesus e São Miguel Arcanjo (Forania Nossa Senhora Aparecida)
- Firminópolis - Paróquia Nossa Senhora da Guia (Forania São Luís Gonzaga)
- Indiara - Paróquia Jesus Bom Pastor (Forania São Sebastião)
- Iporá - Paróquia Nossa Senhora Auxiliadora (Forania São Paulo da Cruz)
- Iporá - Paróquia São Paulo VI (Forania São Paulo da Cruz)
- Israelândia - Paróquia São João Bosco (Forania São Paulo da Cruz)
- Ivolândia - Paróquia Nossa Senhora da Abadia (Forania São Luís Gonzaga)
- Jandaia - Paróquia Nossa Senhora da Abadia (Forania São Sebastião)
- Jaupaci - Paróquia Santo Antônio (Forania São Paulo da Cruz)
- Moiporá - Paróquia São Sebastião (Forania São Luís Gonzaga)
- Montes Claros - Paróquia Cristo Rei (Forania São Paulo da Cruz)
- Nazário - Paróquia Nossa Senhora da Conceição (Farania São Luís Gonzaga)
- Palestina de Goiás - Paróquia Nossa Senhora Aparecida (Forania Nossa Senhora Aparecida)
- Palmeiras de Goiás - Paróquia São Sebastião e Paróquia Divino Espirito Santo (Forania São Sebastião)
- Palminópolis - Paróquia Nossa Senhora da Guia (Forania São Sebastião)
- Paraúna - Paróquia Menino Jesus (Forania São Sebastião)
- Piranhas - Paróquia Santo Antônio (Forania Nossa Senhora Aparecida)
- Santa Bárbara de Goiás - Paróquia Santa Bárbara (Forania São Luís Gonzaga)
- São João da Paraúna - Paróquia São João (Forania São Sebastião)
- São Luís de Montes Belos - Catedral São Luís Gonzaga (Forania São Luís Gonzaga)
- São Luís de Montes Belos -Paróquia Santa Cruz (Forania São Luís Gonzaga)
- São Luís de Montes Belos - Paróquia Nossa Senhora Aparecida (Forania São Luís Gonzaga)
- Turvânia - Paróquia São Gregório Nazianzeno (Farania São Luís Gonzaga)
- Turvelândia - Paróquia Nossa Senhora do Desterro (Forania São Sebastião)

## Bispos
| #              | Nome                             | Período     | Notas                        |
| Bispos         | Bispos                           | Bispos      | Bispos                       |
| -------------- | -------------------------------- | ----------- | ---------------------------- |
| 4º             | Lindomar Rocha Mota              | 2020-       | Atual                        |
| 3º             | Carmelo Scampa                   | 2002 - 2020 |                              |
| 2º             | Washington Cruz, CP              | 1987 - 2002 | Nomeado Arcebispo de Goiânia |
| 1º             | Estanislau Arnoldo Van Melis, CP | 1962 - 1987 |                              |
| Bispo-auxiliar |                                  |             |                              |
|                | Rubens Augusto de Souza Espínola | 1980-1985   | Nomeado Bispo de Paranavaí   |